# Château Montrose
Pour les articles homonymes, voir Montrose.
Château Montrose est un domaine viticole de 95 hectares situé à Saint-Estèphe en Gironde. Il produit un vin sous l'appellation saint-estèphe, classé deuxième grand cru au classement de 1855.

## Histoire

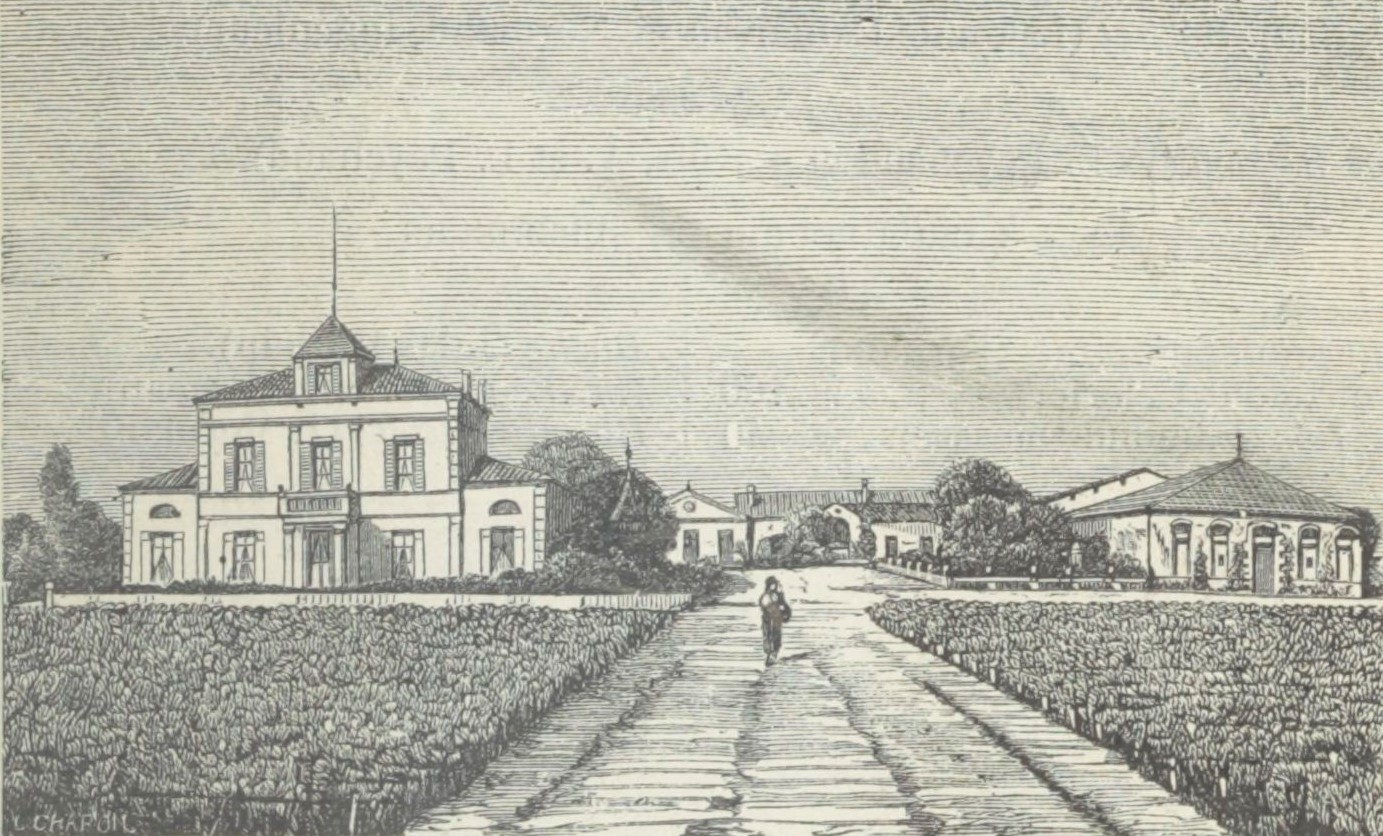
Illustration du Château Montrose en 1898.

Martin et Olivier Bouygues font l’acquisition de Château Montrose en 2006.

## Vignoble
À 5 kilomètres au nord de Pauillac, sur l’appellation communale de Saint-Estèphe, la plus au nord du Médoc, Château Montrose est situé sur un sol de graves, dominant l’estuaire de la Gironde sur plus d’un kilomètre.
Le sol est constitué de sables argileux sur graves profondes permettant un enracinement profond. En surface, les « graves », reflètent la lumière permettant un bon ensoleillement des grappes et restituent le soir la chaleur emmagasinée durant la journée.
Le domaine s'étend sur 130 hectares : 95 hectares de vignes d'un seul tenant et 35 hectares de zones "vertes" (prairies, vieilles forêts, etc.). L'encépagement de Château Montrose se compose de 60 % de cabernet sauvignon, 32 % de merlot, 6 % de cabernet franc et 2 % de petit verdot,.

## Vins produits

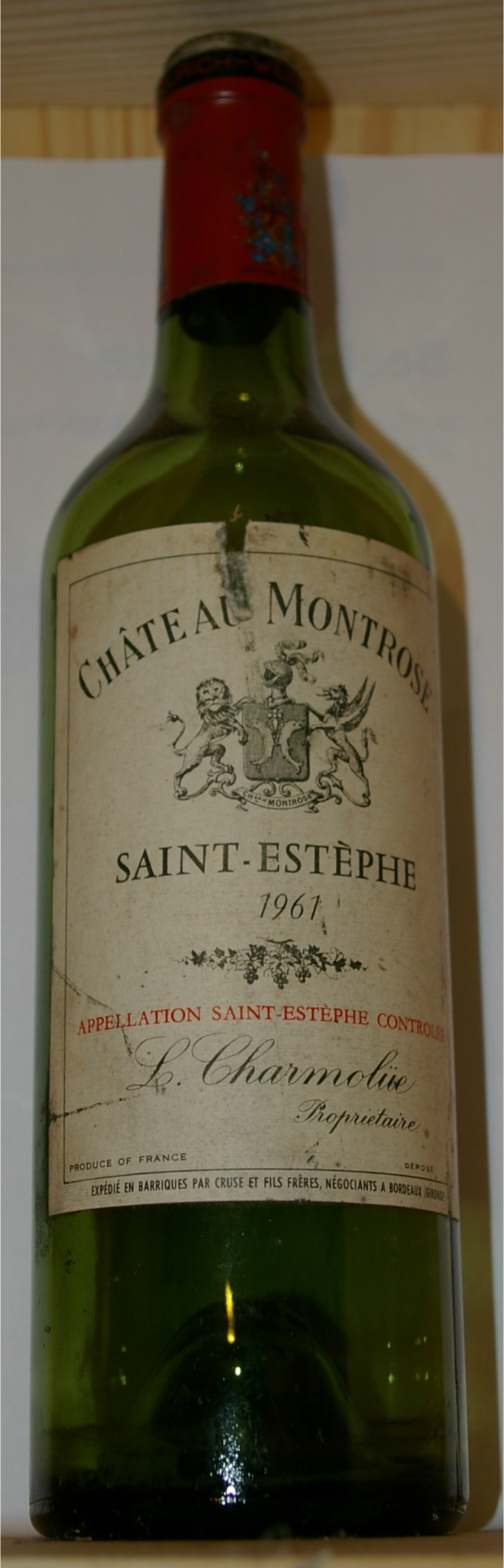
Une bouteille de Château Montrose 1961.

Le grand vin de Château Montrose est élevé 18 mois dans 60 % de barriques neuves de chêne français.
La propriété produit également un second vin à dominante merlot, La Dame de Montrose. L’élevage dure 12 mois dans 30 % de barriques neuves de chêne français.